# Xã Jackson, Quận Ste. Genevieve, Missouri
Xã Jackson (tiếng Anh: Jackson Township) là một xã thuộc quận Ste. Genevieve, tiểu bang Missouri, Hoa Kỳ. Năm 2010, dân số của xã này là 3.616 người.